# シンフォニア・コレギウムOSAKA
シンフォニア・コレギウムOSAKA（旧名：アンサンブル・シュッツ）は、日本の室内オーケストラ。當間修一が主宰する大阪コレギウム・ムジクムにおける器楽部門。

## 概要
1976年、指揮者・當間修一（当間修一）によりアンサンブル・グループが創設され、1978年に「アンサンブル・シュッツ」として月例演奏会（後のマンスリー・コンサート）を開始。各地の音楽大学出身者、被専門教育メンバーにより構成され、創設以降當間修一を常任指揮者とし、森田玲子をコンサートミストレスとして、関西を中心に活発な活動を行っている。2001年2月に「シンフォニア・コレギウムOSAKA」へ改名。略称は「SCO」。
住友生命いずみホールでの大阪定期公演や、日本福音ルーテル大阪教会でのマンスリー・コンサートを基盤として、これまでに大阪ハインリッヒ・シュッツ室内合唱団、大阪コレギウム・ムジクム合唱団と、ミサ、カンタータ、オラトリオ、受難曲などのほか、近現代の作品も含め数多く共演している。當間修一の指導のもと、合唱団と綿密に統合され、緻密で豊かな音楽を創り出している。 
また独自の活動としてベートーヴェン交響曲の全曲演奏、同ヴァイオリン協奏曲（2007・2008年、ヴァイオリニスト塩川悠子氏と共演）またモーツァルト交響曲やシューベルト交響曲などを演奏、現代感覚に生きるそのいきいきとした演奏が好評を得ている。 
月1回のマンスリー・コンサートは通算500回（2025年6月）を数え、ここでは演奏される事の少ない作曲家・楽曲をしばしば取り上げる意義深い機会ともなっている。 
バルトーク、武満徹、ペルト、ブリテン、西村朗など近現代の作品も意欲的に取り上げ各方面より絶賛されるとともに、若い世代をはじめ幅広い年齢層に熱心なファンも多い。気鋭の作曲家による委嘱作品発表など、精力的にその活動の幅を広げている。楽曲の時代や様式に合わせ、人数、編成をフレキシブルに変化させるのも特長の一つである。 
2005年3月、CD「英雄 ～ベートーヴェン その魅力のすべて」をリリース。「千原英喜作品全集」にて、「弦楽のためのシンフォニア」第1番・第2番・第3番をリリース。2011年大阪文化祭賞グランプリを受賞。